# Jonah’s Ark
Jonah’s Ark (рус. Ковчег Иона) — третий студийный альбом британской фолк-метал-группы Skyclad.

## Критика
Журнал Rock City заявляет, что музыка очень необычная, но именно этим и интересная. На данном альбоме группа отдаляется от звучания предыдущих релизов. Больше внимания уделяется изящным аранжировкам, прослеживается влияние других жанров, вплоть до психоделического звучания некоторых скрипичных партий Можно сказать, что в целом группа движется от метала к року..

## Список композиций
| №   | Название                                     | Длительность |
| --- | -------------------------------------------- | ------------ |
| 1.  | «Thinking Allowed»                           | 3:54         |
| 2.  | «Cry of the Land»                            | 4:24         |
| 3.  | «Schadenfreude»                              | 4:05         |
| 4.  | «A Near Life Experience»                     | 3:16         |
| 5.  | «The Wickedest Man in the World»             | 3:57         |
| 6.  | «Earth Mother, the Sun and the Furious Host» | 3:16         |
| 7.  | «The Ilk of Human Blindness»                 | 3:45         |
| 8.  | «Tunnel Visionaries»                         | 0:58         |
| 9.  | «A Word to the Wise»                         | 6:13         |
| 10. | «Bewilderbeast»                              | 2:37         |
| 11. | «It Wasn't Meant to End This Way»            | 3:21         |

## Над альбомом работали

### Участники группы
- Graeme English — Bass, Guitars (classical)
- Steve Ramsey — Guitars (lead, classical)
- Keith Baxter (R.I.P. 2008) — Drums, Percussion
- Martin Walkyier — Vocals
- Dave Pugh — Guitars (lead)
- Fritha Jenkins — Violin, Mandolin, Keyboards

### Прочие
- Kevin Ridley — Producer
- Duncan Storr — Cover art